# The End of the Innocence
The End of the Innocence è il terzo album del cantante Don Henley, pubblicato nel 1989.
La canzone I Will Not Go Quietly vede la partecipazione del cantante Axl Rose, membro della band Guns N'Roses.
La title track è firmata insieme a Bruce Hornsby.

## Tracce
1. The End of the Innocence – 5:18
2. How Bad Do You Want It – 3:48
3. I Will Not Go Quiently – 5:43
4. The Last Worthless Evening – 6:04
5. New York Minute – 6:36
6. Shangri-La – 4:57
7. Little Tin God – 4:44
8. Gimme What You Got – 6:15
9. If Dirt Were Dollars – 4:34
10. The Heart of the Matter – 5:22